# In Statu Nascendi
Ej att förväxla med det kemiska begreppet in statu nascendi.
In Statu Nascendi (ISN, latin för "i frigörelsens ögonblick") var en förening på Rudbecksskolan i Örebro (oftast kallad Teknis) vars historia sträcker sig ända tillbaka till hösten 1904. Från någon gång på 1930-talet ordnade ISN den första maj varje år ett tåg, kallat Tekniståget eller In Statu-tåget, som gick genom stadens gator. När föreningen på 1930-talet började arrangera ett tåg genom centrala Örebro blev den välkänd inte bara för örebroare, utan även utanför stadsgränsen.  In Statu-tåget, eller Tekniståget, bestod i stor utsträckning av utsmyckade fordon som parodi på årets nyhetshändelser och var Örebros näst största attraktion, bara Hindersmässan var större. 

## Verksamhet
Förutom arrangemanget av tåget distribuerades examenstidningen In Statu Nascendi under första-majhelgen, och brukade säljas i tusentals exemplar. Vidare fungerade föreningen som en festarrangör för skolelever i Örebro och hade hand om både in- och utsparkar. ISN var i första hand en förening för avgångsklasserna (år 4).  
En stående aktivitet var att under lucianatten klä Engelbrektstatyn på Stortorget i luciakläder. Stadens ordningsmakt ogillade detta och satte in hårdare och hårdare bevakning. Lucia 1980 kände teknisterna motståndet väl hårt och klädde därför den höga vid slottet stående statyn av Karl XIV Johan istället. Andra aktiviteter var att julgranen på Våghustorget byttes mot en midsommarstång med reklam för In Statu-tåget, samt ljusen i granen framför Nikolaikyrkan blinkade i discotakt som reklam för skoldiscot Disco Underground.

## Föreningen upphör
I början av 2003 gick föreningen i konkurs med stora underskott på grund av den kraftiga misskötseln. 